# See You Again (Wiz Khalifa)
See You Again è un singolo del rapper statunitense Wiz Khalifa in collaborazione con il cantautore Charlie Puth, pubblicato il 10 marzo 2015 come terzo estratto dalla colonna sonora Furious 7: Original Motion Picture Soundtrack.
Il singolo ha ricevuto numerose candidature, tra cui al Grammy Award alla canzone dell'anno e al Golden Globe per la migliore canzone originale, vincendo il Critics' Choice Awards, il Black Reel Awards e l'Hollywood Film Awards per la miglior canzone.

## Descrizione
Il brano, colonna sonora del film d'azione Fast & Furious 7, è stato scritto come tributo all'attore Paul Walker, morto in un incidente stradale il 30 novembre 2013. Il singolo ha visto la collaborazione del cantante statunitense Charlie Puth, ed è stato prodotto da quest'ultimo assieme a DJ Frank E e Andrew Cedar.

## Produzione
Charlie Puth è stato sollecitato dalla sua etichetta discografica a scrivere una canzone, che potesse essere un tributo all'allora recente scomparsa dell'attore Paul Walker. Dopo aver ricevuto commenti molto positivi dalla casa di produzione Universal Pictures, è stato chiesto a Wiz Khalifa di aggiungere dei versi insieme con la parte cantata di Puth. Nel film, la canzone è suonata nel finale, durante l'addio dei personaggi Brian O'Conner (Paul Walker) e Dominic Toretto (Vin Diesel).

## Video musicale
Il videoclip è stato pubblicato il 6 aprile 2015. Nel videoclip, si può vedere Wiz Khalifa mentre va in cima a una collina dove Charlie Puth suona il piano. Vi sono alcuni spezzoni del film, per poi arrivare alla scena finale, dove Paul Walker e Vin Diesel si separano in un crocevia e la macchina da presa segue l'auto di Walker che sparisce nel tramonto, simboleggiando la morte dell'attore.
Il video ha ottenuto un grandissimo successo su YouTube diventando, il 10 luglio 2017, il video con più visualizzazioni della storia (venendo poi superato da Despacito il 4 agosto). Il 7 ottobre 2015 è diventato il decimo video a raggiungere il miliardo di visualizzazioni. Il 4 settembre 2016 è diventato il secondo video a raggiungere i due miliardi di visualizzazioni. Il 6 agosto 2017 è diventato il secondo video a raggiungere i tre miliardi di visualizzazioni. Il 7 febbraio 2019 è diventato il terzo video a raggiungere i quattro miliardi di visualizzazioni. Il 7 marzo 2021 è diventato il quarto video a raggiungere i cinque miliardi di visualizzazioni. Il 22 agosto 2023 è diventato il sesto video a raggiungere la soglia dei sei miliardi di visualizzazioni. Al 2025, con più di 6,7 miliardi di visualizzazioni, è il sesto video più visto di sempre su YouTube, e il secondo video musicale con più "Mi piace" con oltre 45 milioni.
Agli MTV Video Music Awards 2015 il video ha ricevuto due candidature nelle categorie miglior video hip-hop e miglior collaborazione.

## Successo commerciale
La canzone ha esordito alla posizione 29 nella Hot R&B/Hip-Hop Songs, vendendo complessivamente 25 000 copie. La settimana successiva, ha raggiunto la top ten della Billboard Hot 100, con una vendita di 168 000 copie. Infine ha raggiunto la vetta della classifica, grazie a una vendita di 464 000 copie.
Il singolo risulta essere il più venduto al mondo nel 2015, con oltre 21 milioni di copie vendute.
La canzone ha detenuto il record del numero di maggiori ascolti in un singolo giorno nella piattaforma di streaming Spotify (4,2 milioni), superato successivamente da All I Want for Christmas Is You di Mariah Carey. In totale See You Again è stata ascoltata più di 2,1 miliardi di volte su Spotify.

## Classifiche

### Classifiche settimanali
| Classifica (2015) | Posizione massima |
| ----------------- | ----------------- |
| Australia         | 1                 |
| Austria           | 1                 |
| Belgio (Fiandre)  | 1                 |
| Belgio (Vallonia) | 2                 |
| Canada            | 1                 |
| Danimarca         | 1                 |
| Francia           | 2                 |
| Germania          | 1                 |
| Giappone          | 7                 |
| Irlanda           | 1                 |
| Italia            | 1                 |
| Lussemburgo       | 1                 |
| Nuova Zelanda     | 1                 |
| Norvegia          | 1                 |
| Paesi Bassi       | 3                 |
| Regno Unito       | 1                 |
| Spagna            | 4                 |
| Stati Uniti       | 1                 |
| Svezia            | 1                 |
| Svizzera          | 1                 |

### Classifiche di fine anno
| Classifica (2015) | Posizione |
| ----------------- | --------- |
| Australia         | 3         |
| Austria           | 6         |
| Belgio (Fiandre)  | 9         |
| Belgio (Vallonia) | 20        |
| Canada            | 4         |
| Danimarca         | 4         |
| Germania          | 9         |
| Giappone          | 19        |
| Italia            | 8         |
| Nuova Zelanda     | 3         |
| Regno Unito       | 5         |
| Spagna            | 16        |
| Stati Uniti       | 3         |
| Svezia            | 4         |
| Svizzera          | 5         |

## Riconoscimenti
- 2016 – Golden Globe[25]
  - Candidatura alla miglior canzone originale
- 2016 – Grammy Award[24]
  - Candidatura alla canzone dell'anno
- 2016 – Critics' Choice Awards[26]
  - Miglior canzone
- 2016 – Black Reel Awards[27]
  - Miglior canzone originale
- 2015 – Hollywood Film Awards[28]
  - Miglior canzone
- 2015 – MTV Video Music Awards[42]
  - Candidatura al miglior video hip-hop
  - Candidatura alla miglior collaborazione